# دائرة الأربعاء نايث إيراثن
دائرة الأربعاء نايث إيراثن إحدى دوائر ولاية تيزي وزو. 
مقرها الأربعاء نايث إيراثن. 
تبلغ مساحتها 86.725 كم² يقطنها 49982 نسمة (أي بكثافة سكانية تقدر بـ 576 نسمة /كم²). 
وتضم كل من بلديات :
- الأربعاء نايث إيراثن
- أيت قواشة
- إرجن

## مواضيع ذات صلة
- دوائر ولاية تيزي وزو
- بلديات ولاية تيزي وزو